# Куріпка скельна
Куріпка скельна (Ptilopachus petrosus) — вид куроподібних птахів родини токрових (Odontophoridae). Поширений в Африці.

## Поширення
Мешкає у Субсахарській Африці від Гамбії до Ефіопії і на південь до Кенії. Живе в хаотичних скелястих регіонах із пляжами з густою рослинністю на висоті від 600 до 1500 м, але її також можна спостерігати в менш пересіченій місцевості, як-от латеритні плато та пагорби, вкраплені сухими струмками, більш-менш лісисті або навіть прилеглі культурні ландшафти. Нарешті, в Малі його можна зустріти навіть у піщаних пустельних регіонах за умови, що є якесь затінене місце

## Опис
Скельна куріпка досягає розміру від 23 до 28 сантиметрів і важить в середньому 190 г. Лоб і маківка майже білуваті. Горло і боки голови освітлені і плямисто-сині. Передня частина шиї тьмяно-сіро-коричнева з білими краями пір’я, окремі пір’я мають чорне стрижень і смужку каштанового кольору посередині. Плечі і криючі крил тьмяно-коричневі з білуватими краями і поздовжніми смугами каштанового кольору. Центр грудей і черево жовто-коричневі. Решта оперення тіла тьмяно-коричневе з коричневими та білуватими плямами. На боках каштаново-коричневі смуги. Хвіст темно-коричневий. Самиці дуже схожі на самців. Однак на нижній частині грудей вони майже білуваті.

## Підвиди
Таксон включає 4 підвиди:
- P. p. brehmi (Neumann, 1908) — живе від озера Чад до сходу Судану;
- P. p. fiorentiae (Ogilvie-Grant, 1900) — займає південний Судан, північний Заїр, північну Уганду та північну Кенію;
- P. p. major (Neumann, 1908) — мешкає в скелястих районах північно-західної Ефіопії;
- P. p. petrosus ( Gmelin, 1789) — мешкає в центрі та на заході ареалу.

## Спосіб життя
Соціальні птахи, трапляються парами або групами по три-чотири, іноді по 15-20 птахів. Раціон складається з насіння і дрібних ягід, які видобуваються рано вранці і пізно ввечері. У найспекотнішу пору дня скельні куріпки відпочивають у тіні каменів чи рослин. Іноді їх можна побачити далеко від джерел води.
Гніздо — це ямка в землі біля основи скелі або дерева. Кладка складається з чотирьох-шести яєць. Час розмноження залежить від району поширення. Початок дощу може спровокувати спаровування.